# Aniara
Aniara. Eine Revue vom Menschen in Zeit und Raum (schwedisch Aniara. En revy om människan i tid och rum) ist ein Versepos des schwedischen Schriftstellers Harry Martinson, bestehend aus 103 Gesängen. Martinson wurde 1974 hauptsächlich für dieses Werk mit dem Literaturnobelpreis ausgezeichnet (zusammen mit Eyvind Johnson).
Aniara erschien auf Schwedisch im Jahr 1956. Die erste und bislang einzige deutschsprachige Ausgabe erschien 1961.
Martinsons Versepos bildet die Grundlage für Karl-Birger Blomdahls Oper Aniara auf ein Libretto von Erik Lindegren, die 1959 uraufgeführt wurde.
Aniara wurde unter Regie von Pella Kågerman und Hugo Lilja verfilmt und hatte am 1. Februar 2019 Premiere. Der Film wurde 2020 mit dem Guldbagge für die beste Regie, beste Hauptdarstellerin, beste Nebendarstellerin und beste visuelle Effekte ausgezeichnet.

## Handlung
Die Geschichte spielt an Bord des Raumschiffes (auf Schwedisch „goldonder“ genannt) Aniara, eines riesigen Raumtransporters, welcher auf jeder Reise routinemäßig 8000 Emigranten von der Erde zum Mars transportiert, weil die Erde (Doris) unter Umweltverschmutzung und Krieg leidet. Auf einer dieser Reisen muss Aniara einem unbekannten Asteroiden ausweichen, gerät außer Kurs, landet in einem Meteoritenschauer und verliert die Manövrierfähigkeit. Ansonsten bleibt das Schiff jedoch unbeschädigt und rast auf verändertem Kurs mit unverminderter Geschwindigkeit hinaus aus dem Sonnensystem. Der Rest des Textes schildert, wie die Besatzung und die Passagiere mit der Situation umgehen, als sie erfahren, dass keine Rettung mehr möglich ist. Was bleibt, ist ein Leben an Bord der Aniara in alle Ewigkeit oder zumindest, bis alle Vorräte aufgebraucht sind. Ein oft zitiertes Bild von Aniaras Situation ist der Vergleich des Raumschiffes mit einer kleinen Luftblase im Glas von Gottes Geist. Die aus menschlicher Perspektive hohe Geschwindigkeit des Raumschiffes kontrastiert effektvoll mit dessen annäherndem Stillstand in Bezug auf die unendliche Raumzeit.
In Aniara wird beschrieben, wie die Menschen Trost in Religion, Sex und Philosophie suchen. Anfangs gehört hierzu auch Mima, eine Art allwissender Computer, der Gedankenfragmente im Weltraum einfängt und sie als Bilder zeigt, die als Unterhaltung für die Menschen an Bord dienen. Chefone, der Befehlshaber des Raumschiffes, versucht zu verschweigen, wie schlimm die Lage ist, wird aber von Mimas Betreuer („mimaroben“ oder etwa „der Mimarob“ genannt) und später von immer mehr Menschen durchschaut.

## Personen
- Mimaroben, der Ich-Erzähler
- Mima, eine denkende Maschine, welche das Gedächtnis der Menschheit speichert
- Daisy Doody, ein Tänzer
- Chefone, der Befehlshaber des Raumschiffes
- Isagel, eine Pilotin
- Die blinde Poetin von Rind